# Parc dendrologique de Trostianets
Le parc dendrologique de Trostianets (en ukrainien : Тростянець (дендрологічний парк)) est un parc national situé dans l’oblast de Tchernihiv, au nord-est de l’Ukraine. Il a été fondé par Ivan Sokoropadski.
L'arboretum a été classé par le Conseil des ministres de la RSS d'Ukraine sous le n ° 105 du 29 mai 1960. Puis a reçu le statut de "patrimoine national de l'Ukraine" par le gouvernement ukrainien par l'oukaze n° 73 du 11 février 2004.

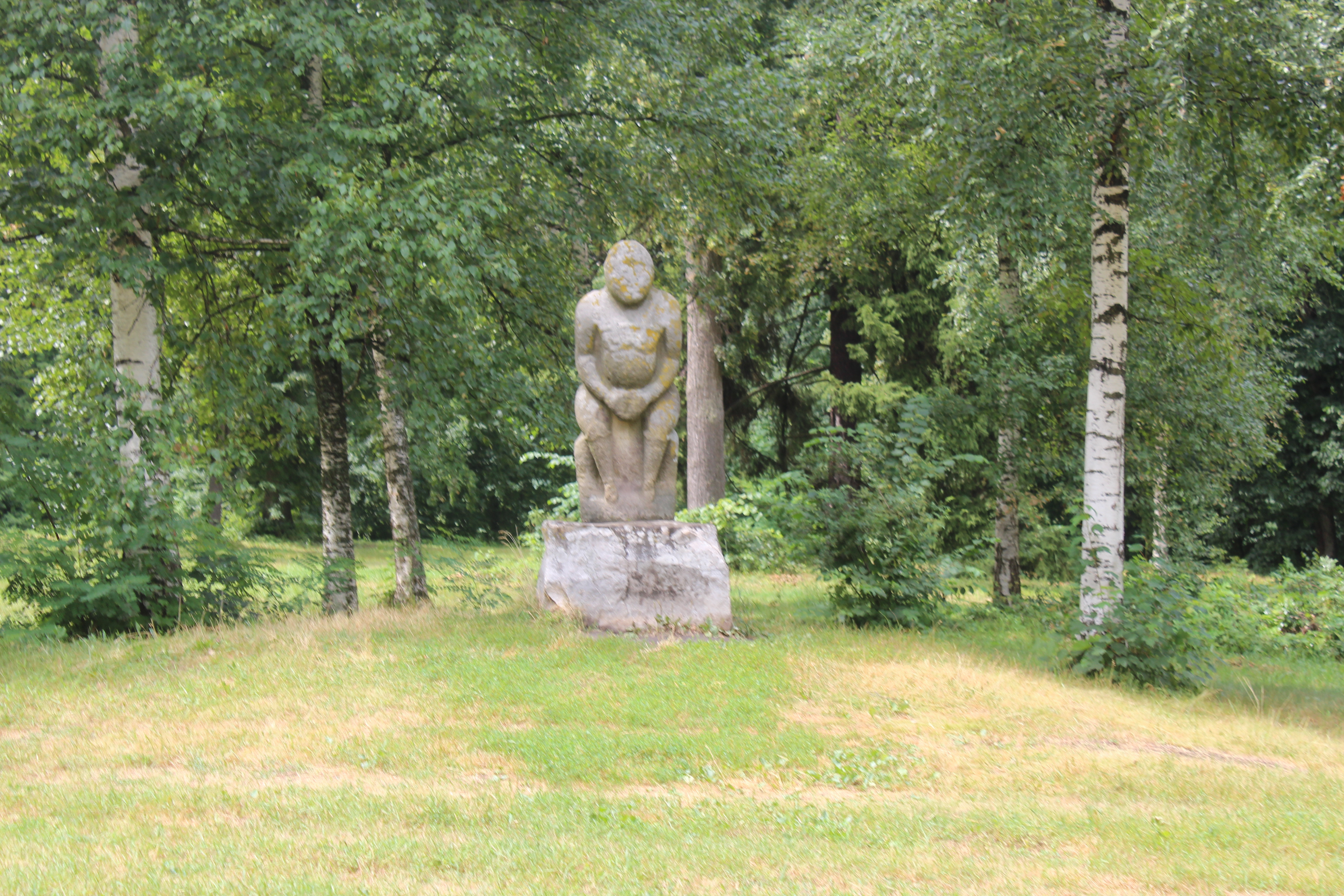
Statue sur la kourgane du parc.
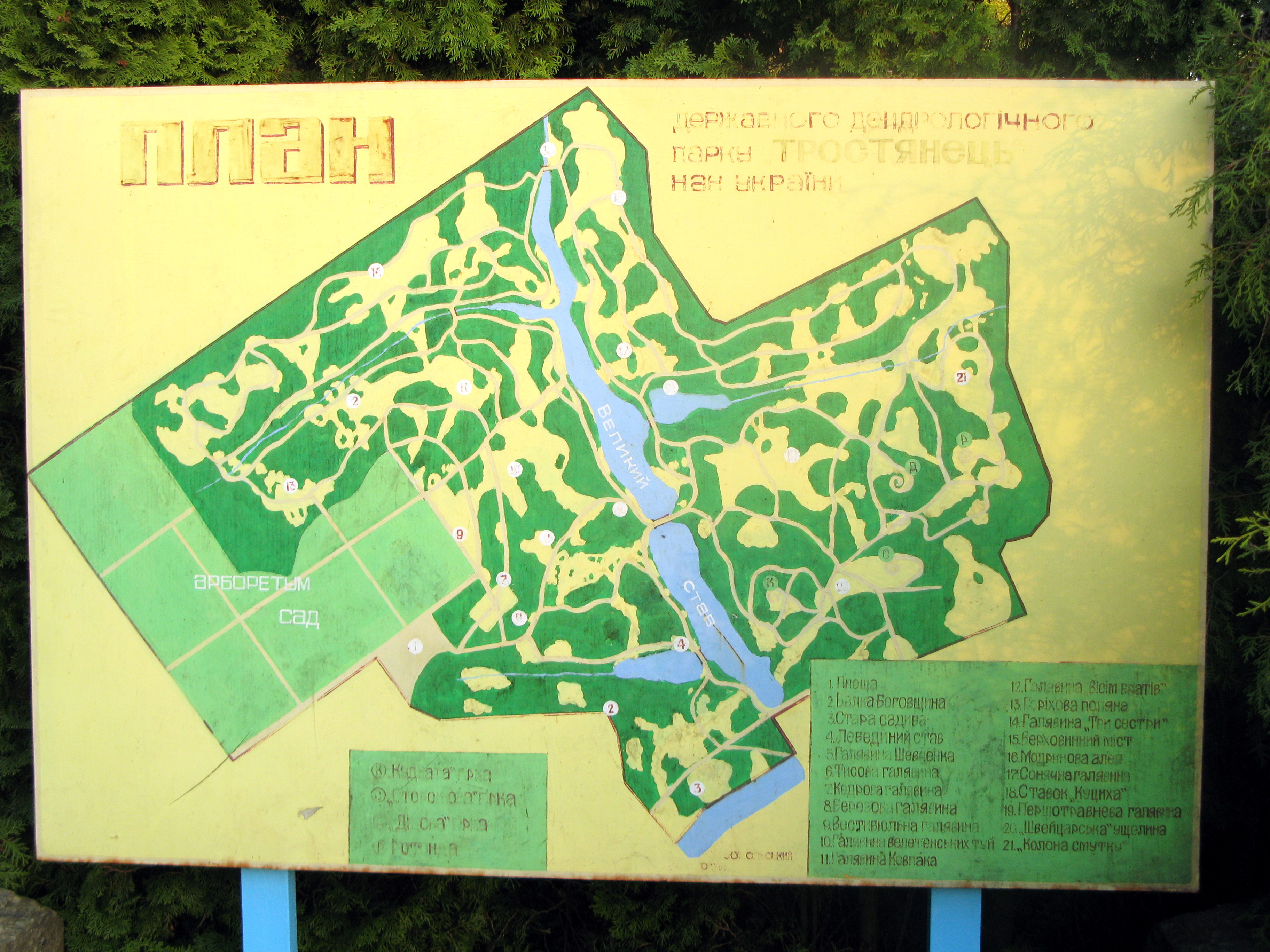
Plan du parc.
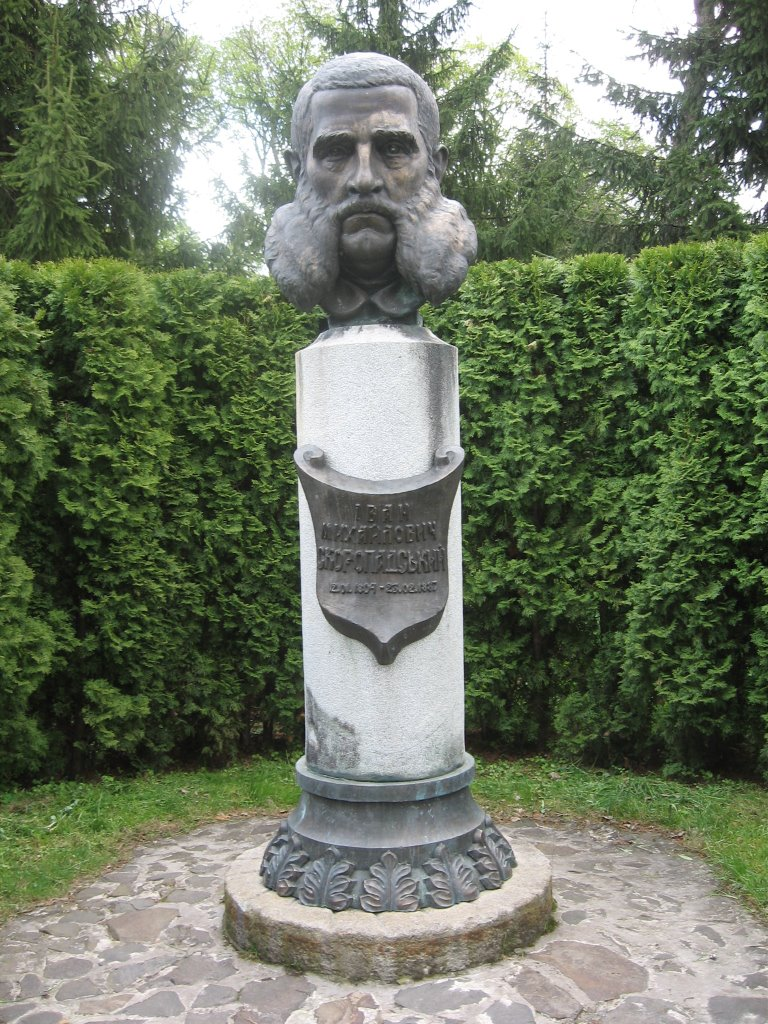
Visage de Ivan Sokoropadski.
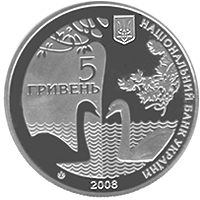
Le parc sur une pièce de cinq Hryvna.

## Voir Aussi
- Liste des parcs nationaux de l'Ukraine .